# Václav Sejk
Václav Sejk (Děčín, 18 mei 2002) is een Tsjechisch voetballer die door FC Famalicão van Sparta Praag gehuurd wordt.

## Carrière
Václav Sejk speelde in de jeugd van TJ Spartak Boletice Nad Labem, FK Junior Děčín, FK Teplice en Sparta Praag. Bij Sparta Praag speelde hij van 2020 tot 2021 in het tweede elftal. Op 22 september 2021 debuteerde hij in het eerste elftal van Sparta Praag, in de met 0-3 gewonnen bekerwedstrijd tegen SK Líšeň 2019. In de tweede seizoenshelft werd hij verhuurd aan FK Teplice, waar hij zijn eerste wedstrijden op het hoogste niveau van Tsjechië speelde. In het seizoen erna werd hij verhuurd aan FK Jablonec. Na zijn terugkeer in 2023 maakte hij in de eerste seizoenshelft deel uit van de eerste selectie van Sparta Praag. Hij speelde zestien wedstrijden, waarin hij eenmaal scoorde. In de tweede seizoenshelft werd hij verhuurd aan Roda JC, waarmee hij promotie naar de Eredivisie misliep. In het seizoen 2024/25 werd hij verhuurd aan het Poolse Zagłębie Lubin en het Portugese FC Famalicão.

### Statistieken
| Seizoen                     | Club               | Land           | Competitie     | Competitie | Competitie | Beker | Beker | Overig | Overig | Totaal | Totaal |
| Seizoen                     | Club               | Land           | Competitie     | Wed.       | Dlp.       | Wed.  | Dlp.  | Wed.   | Dlp.   | Wed.   | Dlp.   |
| --------------------------- | ------------------ | -------------- | -------------- | ---------- | ---------- | ----- | ----- | ------ | ------ | ------ | ------ |
| 2020/21                     | Sparta Praag B     | Tsjechië       | ČFL            | 1          | 0          | –     | –     | –      | –      | 1      | 0      |
| 2021/22                     | Sparta Praag B     | Tsjechië       | FNL            | 15         | 4          | –     | –     | –      | –      | 15     | 4      |
| 2021/22                     | Sparta Praag       | Tsjechië       | 1. ČFL         | 0          | 0          | 1     | 0     | 0      | 0      | 1      | 0      |
| 2021/22                     | → FK Teplice       | Tsjechië       | 1. ČFL         | 13         | 4          | 0     | 0     | 2      | 1      | 15     | 5      |
| 2022/23                     | → FK Jablonec      | Tsjechië       | 1. ČFL         | 30         | 7          | 2     | 0     | –      | –      | 32     | 7      |
| 2023/24                     | Sparta Praag       | Tsjechië       | 1. ČFL         | 12         | 0          | 2     | 1     | 2      | 0      | 16     | 1      |
| 2023/24                     | → Roda JC Kerkrade | Nederland      | Eerste divisie | 15         | 8          | 0     | 0     | 2      | 0      | 17     | 8      |
| 2024/25                     | → Zagłębie Lubin   | Polen          | Ekstraklasa    | 16         | 1          | 3     | 0     | –      | –      | 19     | 1      |
| 2024/25                     | → FC Famalicão     | Portugal       | Primeira Liga  | 9          | 2          | 0     | 0     | –      | –      | 9      | 2      |
| Carrièretotaal              | Carrièretotaal     | Carrièretotaal | Carrièretotaal | 111        | 26         | 8     | 1     | 6      | 1      | 125    | 28     |
| Bijgewerkt op 18 maart 2025 |                    |                |                |            |            |       |       |        |        |        |        |